# Hugo Alfaro
Hugo Alfaro Pérez (20 de febrero de 1917, Tala, Canelones - 16 de marzo de 1996, Montevideo) fue un periodista, crítico de cine y escritor uruguayo, redactor de Marcha y principal fundador de Brecha.

## Biografía
A los trece años se inició como periodista  en una publicación barrial y a los 23 años como crítico cinematográfico en Cine Radio Actualidad. También trabajó en El Nacional (1930-31) y en Acción (1932-49). En 1945, junto con Homero Alsina Thevenet, ingresó al semanario Marcha, dirigido por Carlos Quijano, donde alcanzó el puesto de redactor responsable. Permaneció hasta la clausura del semanario, en noviembre de 1974.
Durante la dictadura, impedido de trabajar en su profesión, se dedicó a vender libros. En octubre de 1985 fue uno de los fundadores del semanario Brecha. Lo dirigió hasta octubre de 1993, cuando renunció para escribir un libro de memorias, Por la vereda del sol.
Contrajo matrimonio con Elizabeth Alfaro, son padres de la historiadora y escritora Milita Alfaro.

## Obras
- Mi mundo tal cual es (Biblioteca de Marcha, 1966).Ver libro
- Ver para creer (Biblioteca de Marcha, 1970).
- Navegar es necesario. Quijano y el semanario Marcha (Ediciones de la Banda Oriental, 1984).
- Reportajes a la realidad (Ediciones de la Banda Oriental, 1985).
- Mario Benedetti: detrás de un vidrio claro (Ediciones Trilce, 1986).
- Pruebas de imprenta (Arca, 1990).
- Por la vereda del sol (Ediciones de Brecha, 1994).
- Alfarerías (Ediciones de Brecha, 1995).
- De cine soy (Ediciones de Brecha, 2011), póstumo.